# Инглвуд (Колорадо)
Инглвуд (енгл. Englewood) град је у америчкој савезној држави Колорадо.

## Демографија
По попису из 2010. године број становника је 30.255, што је 1.472 (-4,6%) становника мање него 2000. године.
| Група             | 2000.          | 2010.          |
| Белци             | 25.708 (81,0%) | 22.679 (75,0%) |
| Афроамериканци    | 463 (1,5%)     | 654 (2,2%)     |
| Азијати           | 591 (1,9%)     | 580 (1,9%)     |
| Хиспаноамериканци | 4.140 (13,0%)  | 5.478 (18,1%)  |
| Укупно            | 31.727         | 30.255         |